# 뮤직 스토리지
뮤직 스토리지(영어: music storage→음악 저장소)는 도쿄 FM의 음악 방송이다.

## 방송국
- 도쿄 FM (매주 금요일 27:30~28:00）
- FM 오사카（매주 일요일 20:30~21:00）
- 에코 파라다이스FM (매주 수요일 21:00~21:30)